# Powys Regio
La Powys Regio è una struttura geologica della superficie di Europa.